# Kéréna
Kéréna is een gemeente (commune) in de regio Mopti in Mali. De gemeente telt 3900 inwoners (2009).